# Lerma (Burgos)
Lerma és un municipi de la província de Burgos, a la comunitat autònoma de Castella i Lleó. Inclou els nuclis de:
- Castrillo de Solarana.
- Rabé de los Escuderos
- Revilla Cabriada
- Ruyales del Agua
- Santillán del Agua
- Villoviado

## Demografia
| 1991 | 1996 | 2001 | 2004 |
| ---- | ---- | ---- | ---- |
| 2550 | 2495 | 2587 | 2619 |

## Personatges il·lustres
- Francisco Gómez de Sandoval-Rojas y de Borja (1553 - 1625), duc de Lerma

## Memòria
- José Sanz Tejedor, germà de La Salle, canonitzat el 21 de novembre de 1999 com Sant Cirilo Beltrán, va ser assassinat a Turón durant la Revolució d'Astúries de 1934.[1]
- Entre 2006 i 2007 s'ha obert tres fosses comunes a La Andaya, prop de Lerma, amb 87 esquelets de persones republicanes, entre ells set alcaldes, diversos regidors i el diputat provincial Tomás Reguero. Van ser assassinats pels falangistes i el capità de la Guàrdia Civil Enrique García de la Sierra l'estiu de 1936 durant la Guerra Civil espanyola.[2]
- Epifanio Gómez Álvaro[3] (1874-1936), religiós agustí, beatificat, juntament amb altres 498 víctimes de la persecució religiosa durant la Guerra Civil Espanyola, el 28 d'octubre de 2007 a Roma.[4] Va sofrir turment a la txeca santanderina de Neila, d'on el van treure per a llançar-lo viu per un penya-segat amb les mans lligades a la cintura i una pedra penjada al coll.